# Posens voetbalkampioenschap 1913/14
In 1913/14 werd het zesde en laatste Posens voetbalkampioenschap gespeeld, dat georganiseerd werd door de Zuidoost-Duitse voetbalbond. Deutscher SV Posen werd kampioen waardoor ze mochten deelnemen aan de Zuidoost-Duitse eindronde. De club verloor in de voorronde met 6-0 van FC Askania Forst. 
Door de uitbraak van de Eerste Wereldoorlog werd de competitie van 1914/15 stilgelegd. Na de oorlog werd het grootste deel van de provincie Posen, waaronder de stad Posen zelf, afgestaan aan Polen conform het Verdrag van Versailles. Alle clubs werden ontbonden, voor zover ze nog bestonden. 

## Eindstand
| Plaats | Club               | Wed. | W | G | V | Saldo | Ptn   |
| ------ | ------------------ | ---- | - | - | - | ----- | ----- |
| 1.     | Deutscher SV Posen | 5    | 4 | 0 | 1 | 25:06 | 08:02 |
| 2.     | FC Britannia Posen | 5    | 4 | 0 | 1 | 15:06 | 08:02 |
| 3.     | MTV Jahn Posen     | 4    | 1 | 0 | 3 | 06:20 | 02:06 |
| 4.     | SC Union Posen     | 4    | 0 | 0 | 4 | 04:18 | 00:08 |

|  | Finale om de titel |

Finale
|              |                    |       |                    |       |
| 8 maart 1914 | Deutscher SV Posen | 3 - 2 | FC Britannia Posen | Posen |
| 8 maart 1914 |                    |       |                    | Posen |